# Azteken-Samtfledermaus

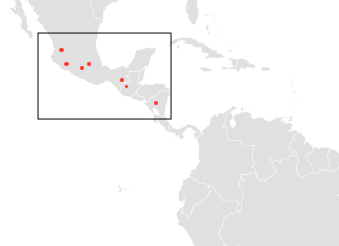
Bekannt Funde bis 2012, noch ohne Daten aus Venezuela

Die Azteken-Samtfledermaus (Molossus aztecus) ist ein hauptsächlich in Mittelamerika verbreitetes Fledertier aus der Familie der Bulldoggfledermäuse. Die Art galt bis in die 1990er Jahre als Synonym der Großen Samtfledermaus (Molossus molossus). Das Typexemplar der Art stammt vom Vulkan Popocatépetl.

## Merkmale
Die Art ist mit einer Kopf-Rumpf-Länge von 54 bis 89 mm, einer Schwanzlänge von 31 bis 41 mm und einem Gewicht von 12 bis 23 g einer der größeren Vertreter ihrer Gattung. Sie hat 35 bis 42 mm lange Unterarme, Hinterfüße von 8 bis 11 mm Länge sowie etwa 15 mm lange Ohren. Die Rückenhaare besitzen nahe der Wurzel einen hellen Abschnitt und sind an den Spitzen dunkelbraun bis schwarz. Auf der Bauchseite kommt leicht helleres Fell vor. Der Kopf ist durch abgerundete Ohren, die sich auf der Stirn berühren, sowie durch obere Lippen ohne Mittelfurche gekennzeichnet. Die Azteken-Samtfledermaus hat dunkelbraune bis schwarze Flughäute.

## Verbreitung
Dokumentierte Funde sind aus zentralen Bereichen Mexikos bis nach Nicaragua sowie aus Venezuela bekannt. Die Azteken-Samtfledermaus lebt im Flachland und in Gebirgen bis 1300 Meter Höhe. Sie hält sich in trockenen und feuchten Wäldern auf und besucht auch menschliche Siedlungen.

## Lebensweise
Die Azteken-Samtfledermaus ruht am Tage in Baumhöhlen sowie Gebäuden und beginnt ihre Jagd auf Nachtfalter, Käfer und andere fliegende Insekten bei Sonnenuntergang. Sie wird selbst vom Fledermausfalke gejagt. Zum Fortpflanzungsverhalten liegen keine Angaben vor.

## Gefährdung
Landschaftsveränderungen bedrohen den Bestand der Art. Obwohl die Gesamtpopulation abnimmt, tritt die Azteken-Samtfledermaus noch häufig auf. Die IUCN listet sie als nicht gefährdet (least concern).